# 伊龙
伊龙（法語：Iron，法語發音：[iʁɔ̃]）是法国上法兰西大区埃纳省的一个市镇，位于该省北部，属于韦尔万区。

## 地理
伊龙（49°57'16"N, 3°39'36"E）面积9.51 平方千米，位于法国上法蘭西大區埃纳省，该省份为法国北部内陆省份，北起北部省，西接索姆省和瓦兹省，东临阿登省和马恩省，西南至塞纳-马恩省，东北部与比利时接壤。
与伊龙接壤的市镇（或旧市镇、城区）包括：多朗、阿纳普、拉瓦克雷斯、莱基耶勒圣日耳曼、拉讷维尔莱多朗、韦内罗勒、维莱莱吉斯。

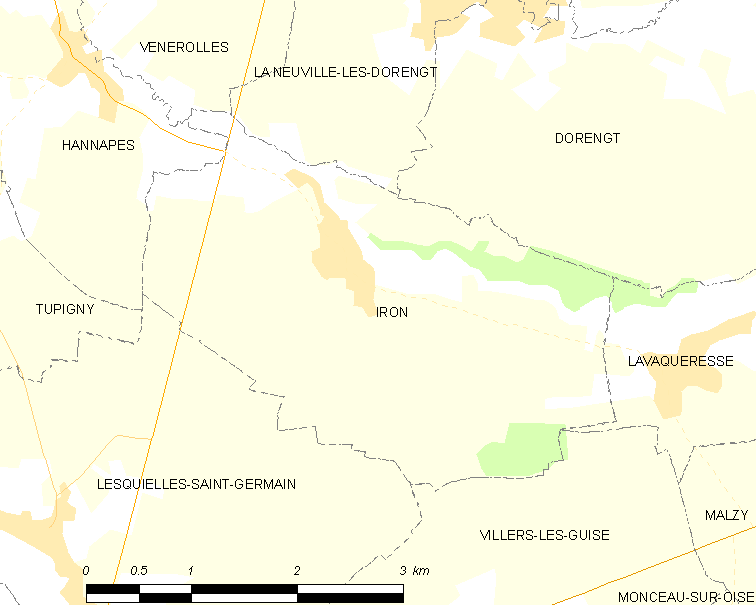
伊龙的OSM定位图

伊龙的时区为UTC+01:00、UTC+02:00（夏令时）。

## 行政
伊龙的邮政编码为02510，INSEE市镇编码为02386。

## 政治
伊龙所属的省级选区为吉斯县。

## 人口

1962-2008年间伊龙人口变化图示

伊龙于2022年1月1日时的人口数量为219人。